# نيوسايا فريري
نيوسايا فريري (14 سبتمبر 1953 - 28 ديسمبر 2019) أكاديمية وسياسية برازيلية. بعد عملها كباحثة طبية وأستاذة جامعية انتقلت فريري إلى إدارة الجامعة. أشرفت على الدراسات العليا وشواغل الميزانية قبل ترقيتها لمنصب عميد جامعة ريو دي جانيرو الفيدرالية. في عام 2004 أصبحت وزيرة في الحكومة، بصفتها الأمانة الخاصة لسياسات المرأة. عملت من 2005 إلى 2007 كرئيسة للجنة البلدان الأمريكية للمرأة. في نهاية فترة عملها أصبحت الممثلة البرازيلية لمؤسسة فورد وأشرفت على برامجها لتعزيز الفرص والعدالة للأقليات الممثلة تمثيلا ناقصا.